# شاهدخت ماساکو (ری‌زی)
شاهدخت ماساکو (به ژاپنی: 昌子内親王, Masako Naishinnō)؛ 950 – ۱۰ ژانویهٔ ۱۰۰۰) او همسر امپراتور ری‌زی در دوره هی‌آن اهل ژاپن بود.